# Western Australia International 1997
Die Western Australia International 1997 im Badminton fanden vom 26. bis zum 27. Juli 1997 statt. Auf der IBF-Turnierskala erreichte es die Wertung B.

## Sieger und Platzierte
| Disziplin    | Gold                          | Silber                             | Bronze                         |
| ------------ | ----------------------------- | ---------------------------------- | ------------------------------ |
| Herreneinzel | Edwin Chew                    | Paul Kern                          | Clint Pegrum                   |
| Herreneinzel | Edwin Chew                    | Paul Kern                          | Nicholas Kidd                  |
| Dameneinzel  | Rhonda Cator                  | Kellie Lucas                       | Tennille Denney                |
| Dameneinzel  | Rhonda Cator                  | Kellie Lucas                       | Nikki Harwood                  |
| Herrendoppel | David Bamford Peter Blackburn | Gary Roberts Michael Todd          | Nicholas Kidd Cliffton Pegrum  |
| Herrendoppel | David Bamford Peter Blackburn | Gary Roberts Michael Todd          | Paul Kern Ron Tan              |
| Damendoppel  | Rhonda Cator Kellie Lucas     | Bernie Clutterbuck Tennille Denney | Nikki Harwood Melissa Sullivan |
| Damendoppel  | Rhonda Cator Kellie Lucas     | Bernie Clutterbuck Tennille Denney | Margaret Ng Kay Terry          |
| Mixed        | Peter Blackburn Rhonda Cator  | David Bamford Kellie Lucas         | Gary Roberts Melissa Sullivan  |
| Mixed        | Peter Blackburn Rhonda Cator  | David Bamford Kellie Lucas         | Boyd Cooper Tennille Denney    |